# Andeskat
Andeskatten (latin: Leopardus jacobita) er en mellemstor sydamerikansk kat, som lever i områder mellem 1800 og 5000 meter over havet i Andesbjergene i Peru, Bolivia, Chile og Argentina. Den vejer omkring 4-5 kg.

## Udseende
Den er 35 cm høj og 57-85 cm lang plus en hale på 41-49 cm.